# Arawat Sabejew
Arawat Sabejew, född den 24 september 1968 i Petropavl, Kazakstan, är en tysk brottare som tog OS-brons i tungviktsbrottning i fristilsklassen 1996 i Atlanta. 